# Dragning med återläggning
Dragning med återläggning är ett scenario inom kombinatoriken och sannolikhetsläran.
I ett typiskt skolexempel lägger man ett antal röda och ett antal blå kulor i en hatt, drar en kula utan att titta, noterar vilken färg den hade, lägger tillbaka den, drar en kula till och så vidare. Sannolikheten att man skall få en kula av en viss färg är då lika stor i varje dragning, nämligen så stor som andelen kulor av sagda färg är (exempelvis 30% sannolikhet för röd kula om 30 kulor är röda och 70 blå), så sannolikheten att man skall dra A röda och B blå kulor om man drar totalt A+B kulor är relativt enkel att räkna ut.
Parallellfallet dragning utan återläggning är något mer komplicerat att räkna på, då sannolikheten att få en kula av en viss färg minskar för varje gång man dragit en kula med denna färg.